# Mer de Harima
La mer de Harima (播磨灘, Harima nada) est une partie de la mer intérieure de Seto, au Japon.

## Toponymie
Le toponyme « mer de Harima » fait référence au nom de l'ancienne province de Harima qui se situait dans l'actuelle préfecture de Hyōgo (Sud-Ouest de l'île de Honshū).

## Localisation
La mer de Harima forme la partie orientale de la mer intérieure de Seto, au Japon. D'une superficie d'environ 2 500 km2, elle s'étend sur 70 km, du nord au sud, 50 km, d'est en ouest. Comprise dans le parc national de la mer intérieure de Seto, elle recouvre un territoire allant de Shōdoshima, à son extrémité occidentale, jusqu'aux détroits de Naruto et d'Akashi à l'est. Elle borde les côtes de Honshū, d'Awaji et de Shikoku, réparties entre les préfectures d'Okayama, de Hyōgo, de Tokushima et de Kagawa. Outre Shōdoshima, la mer de Harima entoure entièrement l'archipel d'Ieshima-Shotō (ja) qui se situe dans sa partie nord,. Sa profondeur maximale est de 42 m (partie centrale),.

## Histoire
Autrefois une zone maritime riche en poissons — Shishinose, une étendue littorale de 10 km, le long de la façade maritime d'Akashi, était particulièrement réputé comme lieu de pêche à la daurade, au thazard oriental et à la sériole du Japon, —, la mer de Harima s'est appauvrie en ressources halieutiques du fait de la pollution environnementale engendrée par l'industrialisation de ses côtes. En période estivale, des marées rouges sont fréquemment observées,. À la fin des années 1960, la saliculture a disparu, supplantée par l'exploitation de sources de sel concurrentes.